# Хатамов, Ахмед
Ахмед Хатамов — советский хозяйственный и политический деятель.

## Биография
Родился в 1928 году в Туркменской ССР. Член КПСС.
В 1946—1962 гг. — старший агроном Марыйского облшелка, советский и партийный работник в Туркменской ССР.
В 1962—1963 гг. — председатель Чарджоуского облисполкома.
В 1963 гг. — секретарь Саятского сельского производственного парткома.
В 1963—1965 гг. — партийный работник Средазбюро ЦК КПСС.
В 1965—1976 гг. — первый секретарь Дарган-Атинского и Керкинского райкомов КП Туркмении.
В 1976—1988 гг. — начальник агропромышленного объединения «Туркменплодоовощпром», министр плодоовощного хозяйства Туркменской ССР, министр заготовок Туркменской ССР, министр хлебопродуктов Туркменской ССР.
Избирался депутатом Верховного Совета Туркменской ССР 9-11-го созывов.
Жил в Ашхабаде.

## Награды
- Орден Трудового Красного Знамени (дважды)
- Орден Дружбы народов
- Орден Знак Почёта